# Lierse SK (féminines)
Maillots
Le Lierse SK (féminines) est un club belge de football féminin situé à Lierre dans la Province d'Anvers. C'était la section féminine du Lierse SK. 
En juin 2016, le club cesse ses activités.

## Histoire
Le FC Teamsport Beerse est fondé le 10 juillet 1986. 
En juillet 2000, le club fusionne avec Vlimmeren Sport. Le K Vlimmeren Sport dispute six saisons en Division 1 où il termine 9e, 8e, 3e, 6e, 6e, 10e.
En 2010, le Lierse SK reprend le club. En 2010-2011 et 2011-2012, le club lierrois termine 3e. Entre 2012-2013 et 2014-2015, c'est la BeNe Ligue où les lierroises terminent 6e, 9e et 7e. En 2015-2016, le Lierse SK est de la partie en Super League, le club est vice-champion. 
Le Lierse SK remporte également deux Coupes de Belgique en 2015 et 2016, est aussi finaliste en 2011 et 2012. Malgré les bons résultats, le Lierse SK laisse tomber sa section féminine.

## Palmarès
- Championnat de Belgique D2 (1)
  - Champion : 2002

- Champion de Belgique D3 (1)
  - Champion : 2004

- Coupe de Belgique (2)
  - Vainqueur : 2015 et 2016
  - Finaliste : 2011 et 2012

1. ↑  Seuls les principaux titres en compétitions officielles sont indiqués ici.